# Cimetière de Fontenay-sous-Bois
Le cimetière de Fontenay-sous-Bois est un des deux cimetières situés sur le territoire communal de Val-de-Marne, avec le cimetière nouveau de Vincennes.

## Description
Le cimetière, dont l'entrée principale est localisée boulevard Gallieni (un Maréchal de France), se déploie sur un versant (ou flanc) du coteau de la commune de Fontenay-sous-Bois, côté soleil levant. 
Outre le boulevard Gallieni, il est délimité à ce jour par l'avenue de Neuilly et la rue Gabriel-Lacassagne (résistant de la Seconde Guerre mondiale, mort lors des combats de la Libération de Paris et alentours) 
 (mars 2023).
.
Il y accueille un monument aux morts de la commune ainsi qu'un carré militaire. Il existe un terrain réservé aux juifs et un autre aux musulmans. 
Notons toutefois qu'un autre monument aux morts, pour la guerre de 1870-1871, est situé près de l'ancienne mairie. 
Concernant un "monument aux morts" pour la Première Guerre mondiale, il n'est pas au cimetière ; des plaques commémorant le nom de soldats morts lors de cette guerre sont situées en contrebas, sur un mur intérieur de la plus ancienne église de Fontenay-sous-Bois. Comme ailleurs en France, cette église construite bien avant 1905 est propriété de la commune depuis la Loi de séparation des Églises et de l'État (souvent appelée loi de 1905).
En 2012, le maire de la commune a promu un arrêté permettant de revendre en l'état les caveaux dont la concession est échue. Cette initiative était unique en France.

## Personnalités inhumées
- Nicolas Dalayrac (1753-1809), compositeur, division 19.
- Hector Malot (1830-1907), écrivain, division 13[4].
- Louis Binder (1821-1910), carrossier.
- Émile Bongiorni (1921-1949), footballeur.
- Maurice Cardon (1925-2002), sculpteur.

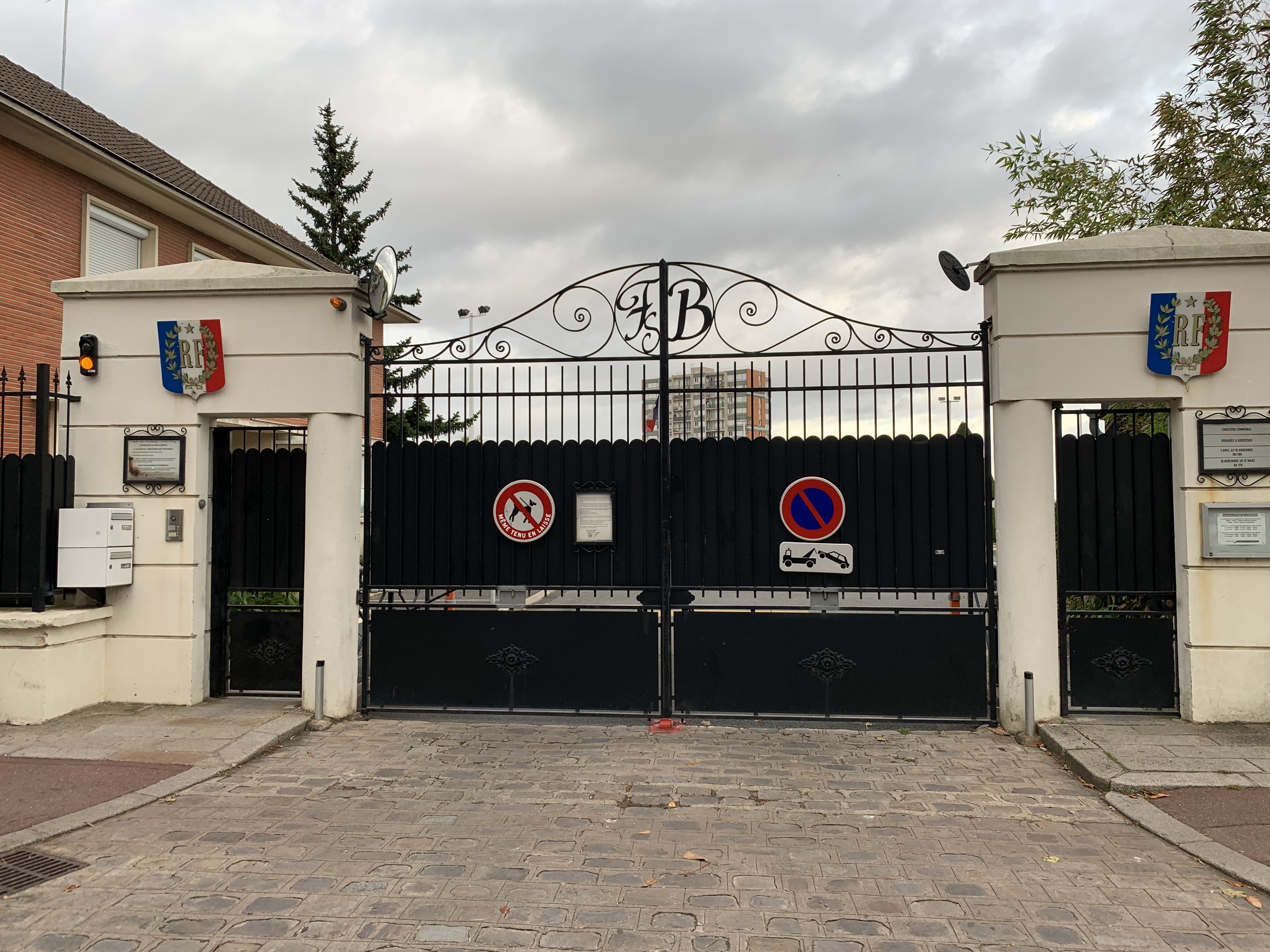
Portail principal.
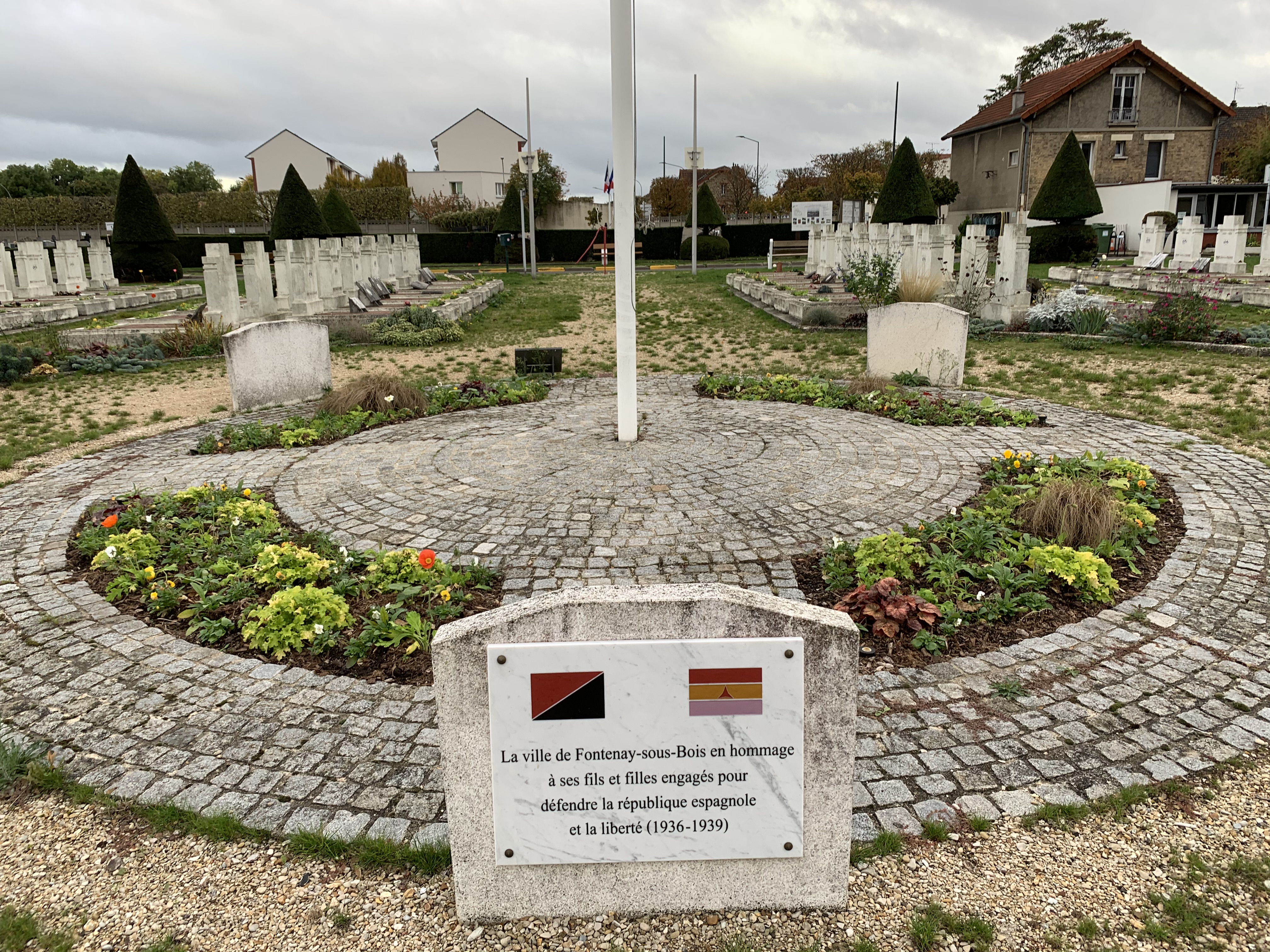
Monument de la guerre civile espagnole.
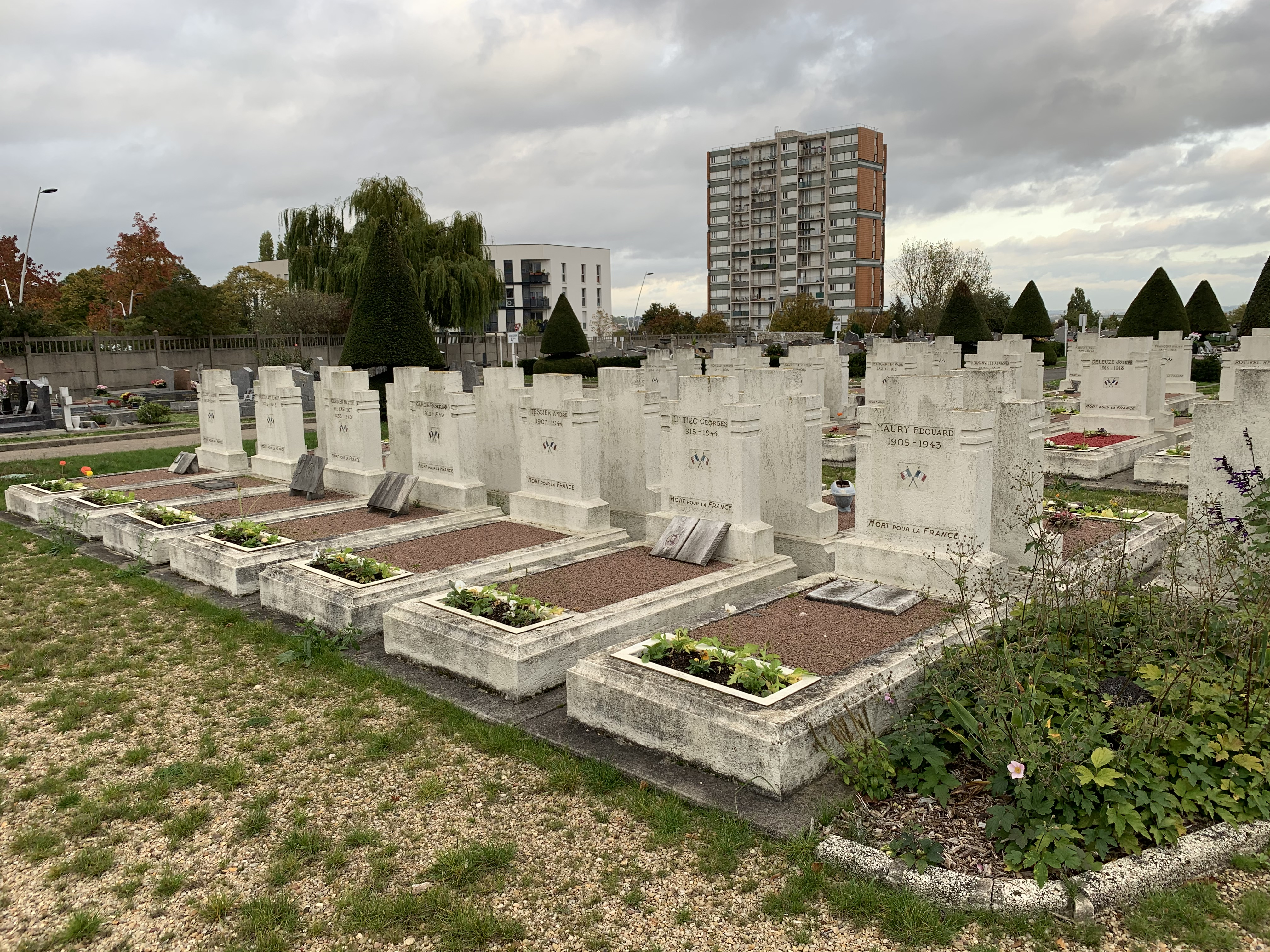
Carré militaire.
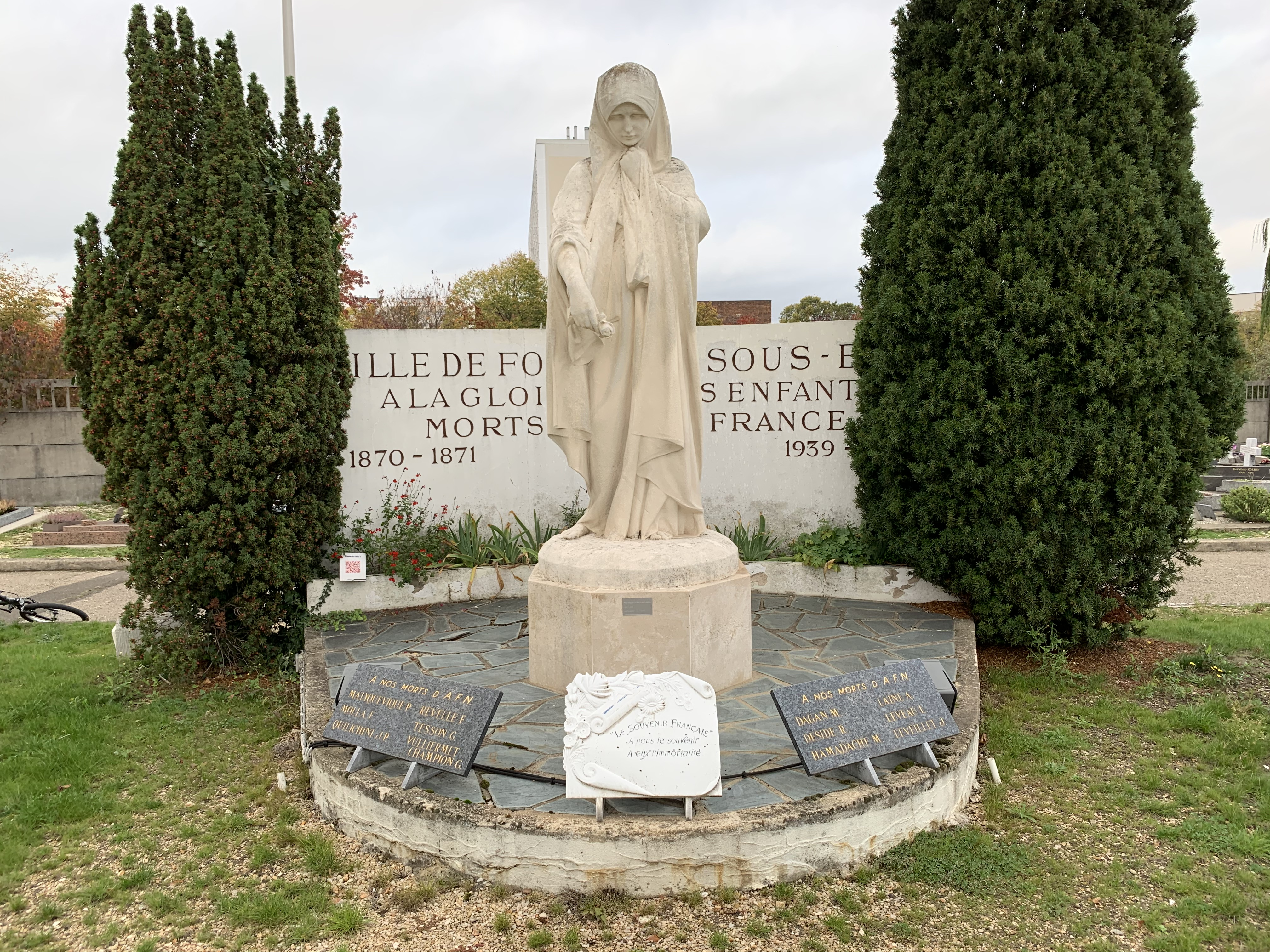
Monument aux morts.
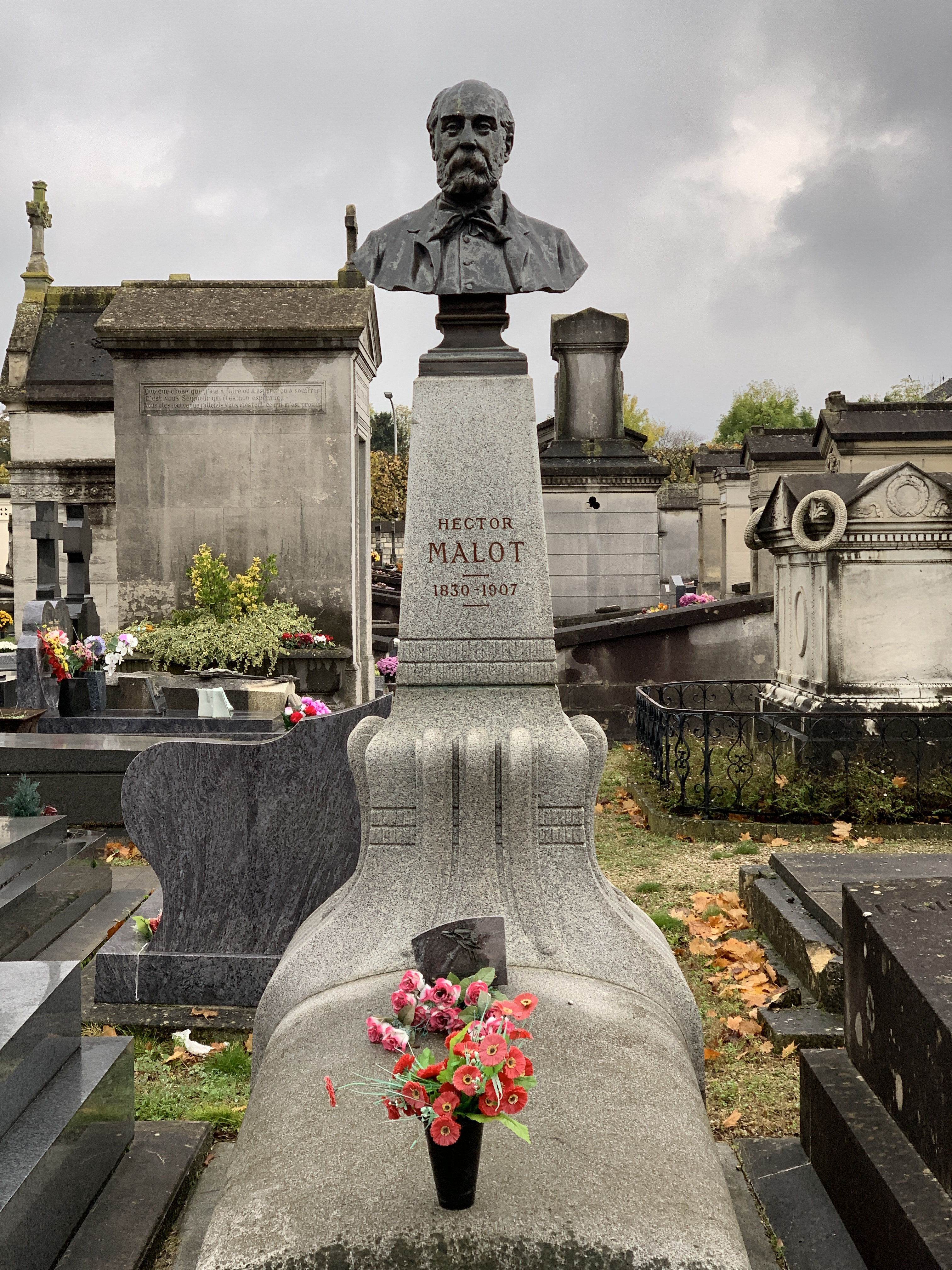
Tombe d'Hector Malot.